# مقعد فائض
مقعد فائض هو مقاعد دائرة انتخابية تم الفوز بها في انتخابات بموجب نظام التمثيل النسبي المختلط التقليدي، عندما تمنح حصة الحزب من الأصوات الوطنية الحق في عدد أقل من المقاعد من عدد الدوائر الانتخابية الفردية التي فاز بها.

## نشأته
في ظل نظام التمثيل النسبي المختلط، يحق للحزب الحصول على عدد من المقاعد على أساس حصته من إجمالي الأصوات. إذا كان نصيب الحزب يمنحه عشرة مقاعد، وفاز مرشحوه في سبع دوائر انتخابية، فسيتم منحه ثلاثة مقاعد للقوائم، مما يرفعه إلى العدد المطلوب. لكن هذا لا ينجح إلا إذا كان عدد المقاعد المخصصة للحزب لا يقل عن عدد الدوائر الانتخابية التي فاز بها. على سبيل المثال، إذا كان الحزب مؤهلاً للحصول على خمسة مقاعد، لكنه فاز بستة دوائر انتخابية، فإن المقعد السادس في الدائرة الانتخابية يُشار إليه بالمقعد المتبقي. عادة ما تنشأ هذه الفوائض نتيجة لميل الفائز إلى أخذ كل شيء في الدوائر الانتخابية ذات العضو الواحد، أو إذا كان التوزيع الجغرافي للأحزاب يسمح لأحدهم بالفوز بالعديد من المقاعد بأصوات قليلة.

## كسب المقاعد
في العديد من البلدان، تعد المقاعد الشاغرة نادرة، فالحزب الذي يتمكن من الفوز بمقاعد الدائرة الانتخابية قادر عمومًا على الفوز بنسبة كبيرة من أصوات الحزب أيضًا. مع ذلك، هناك بعض الظروف التي قد تنشأ فيها المقاعد البارزة بسهولة ومنها:
- عدد قليل من الأحزاب الكبرى، وعدد كبير من الأحزاب الصغيرة، عندما يكون هناك حزب أو حزبان رئيسيان فقط، ولكن عدد كبير نسبياً من الأحزاب الصغيرة التي تحقق مجتمعة حصة كبيرة من إجمالي الأصوات النسبية، ولكنها تفشل في الفوز بأي مقاعد في الدوائر الانتخابية، فإن الأحزاب الكبيرة غالبا ما ينتهي بها الأمر بمقاعد فائضة.
- تقدم مماثل في جميع الدوائر الانتخابية، إذا فاز حزب واحد بجميع أو معظم الدوائر الانتخابية في منطقة ذات صلة بعدد منخفض إلى حد ما، فسيكون أكثر عرضة لتجاوز التفويضات مقارنة بما إذا كانت أحزاب متقدمة في دوائر انتخابية مختلفة، مع نفس الحصة الإجمالية لكل من الأحزاب. بناء على ذلك، إذا كانت الفوارق بين الدوائر الانتخابية أقل، فإن احتمالات وجود مقاعد زائدة تكون أكبر.
- عدد كبير من الدوائر الانتخابية مقارنة بالعدد الإجمالي للمقاعد، إذا تم استخدام عدد كبير جدًا من المقاعد للدوائر الانتخابية، فإن الباقي أقل احتمالية لضمان التناسب.
- الدوائر الانتخابية غير المتساوية الحجم ، المرشحون الذين يفوزون بدوائر انتخابية صغيرة بهامش ضيق لا يحصلون على ما يكفي من الأصوات لتبرير مقاعدهم الكاملة في ظل نظام التمثيل النسبي.
- انخفاض نسبة المشاركة في بعض الدوائر الانتخابية، هذا له نفس التأثير كما هو الحال في الدوائر الانتخابية الصغيرة. علاوة على ذلك، قد يكون هناك ارتباط وثيق بين نسبة المشاركة وتفضيلات الحزب.
- عدد قليل من المقاعد المخصصة، كلما زاد العدد المطلق للدوائر الانتخابية، كلما زاد احتمال توازن الأسباب المختلفة للفائض من المقاعد بين الأحزاب.
- المرشحون الأفراد الذين يتمتعون بقاعدة جماهيرية محلية قوية، في بعض الأحيان، يحظى سياسي معين بدعم قوي في دائرته الانتخابية، ولكنه ينتمي إلى حزب يتمتع بدعم منخفض للغاية، حتى في منطقته. سيتم انتخاب المرشح على أساس صفاته الخاصة، ولكن الحزب الذي ينتمي إليه لن يحصل على ما يكفي من الأصوات لتبرير مقعد المرشح. في حالة المرشحين المستقلين، عادة ما يكون هذا مضمونا فهم لا ينتمون إلى أي حزب على الإطلاق، وبالتالي من الواضح أنهم لا يستطيعون الفوز بالأصوات في ظل نظام التمثيل النسبي القائم على القائمة الحزبية في نظام التمثيل النسبي المختلط. مع ذلك، فإن بعض البلدان مثل نيوزيلندا، لديها قواعد خاصة للتعامل مع المرشحين المستقلين حيث يتم إعفاء المقاعد التي يفوز بها هؤلاء المرشحون من النظام النسبي تمامًا.
- الأحزاب الإقليمية، قد تفوز الأحزاب المتمركزة في منطقة معينة بعدد كبير من مقاعد الدوائر الانتخابية في تلك المنطقة دون أن تحصل بالضرورة على حصة كبيرة من الأصوات الوطنية. قد تندرج الأحزاب التي تركز على أقليات عرقية أو دينية معينة ضمن هذه الفئة أيضًا، خاصة إذا كانت المقاعد محجوزة لهذه المجموعات.
- التصويت التكتيكي، قد يقرر الناخبون في البلدان التي يمكنها التصويت بالقائمة والإدلاء بأصواتهم محليًا عدم التصويت لمرشح محلي لديه فرصة ضئيلة للفوز ولكنهم لا يزالون يدعمون ذلك الحزب في التصويت بالقائمة. إن الأحزاب التي تفوز بالعديد من المقاعد المحلية ولكنها تجتذب نسبة أقل من تصويت القائمة قد تحصل على تفوق واضح نتيجة لذلك.
- أحزاب وهمية، يمكن أن يتم عمداً عدم تطابق تسميات الأحزاب في الدوائر الانتخابية مع تلك الموجودة في التصويت النسبي في محاولة لتحريض التصويت التكتيكي. في إيطاليا عام 2001، فازت قائمتان بأغلبية كبيرة من إجمالي عدد المقاعد المخصصة لنظام الفائز الأول، على الرغم من عدم فوزهما بأي من الأصوات النسبية تقريباً. لم يكن النظام، الملقب بـسكوربورو، نوعاً من أنظمة الأعضاء الإضافية التي يمكن أن تحدث فيها تجاوزات، بل أدى إلى تشويه كبير للطبيعة التعويضية المطلوبة.

## التعامل مع المقاعد الفائضة

#### إزالة عدد المقاعد الإضافية المخصصة للقوائم من الحصة النسبية للأحزاب الأخرى
يُسمح للحزب بالاحتفاظ بأي مقاعد متبقية يفوز بها، ويتم إلغاء العدد المقابل من مقاعد القائمة المخصصة للأحزاب الأخرى للحفاظ على عدد مقاعد الجمعية. هذا يعني أن الحزب الذي لديه مقاعد فائضة لديه مقاعد أكثر من استحقاقه، والأحزاب الأخرى لديها عدد أقل، ويتم استخدام هذا النهج في مجلس النواب في بوليفيا والجمعية الوطنية في ليسوتو. كما أوصت جمعية مواطني أونتاريو للإصلاح الانتخابي عام 2006 دون جدوى باعتماد هذا النهج من قبل الجمعية التشريعية في أونتاريو ، ويستخدم نظام التمثيل النسبي المزدوج المقترح هذا النهج أيضًا. في حين يتم ببساطة حرمان الأحزاب من المقاعد الإضافية في القائمة الأولى.
في البرلمان الاسكتلندي، ومجلس الشيوخ الويلزي، وجمعية لندن، يكون التأثير مشابهًا، لكن الآلية مختلفة. في تخصيص مقاعد القائمة الانتخابية الثانية باستخدام طريقة أعلى المتوسطات ، يتم أخذ مقاعد الدائرة الانتخابية ذات التصويت الأول التي تم الفوز بها بالفعل في الاعتبار عند حساب متوسطات الأحزاب، بهدف جعل النتيجة الإجمالية متناسبة. إذا فاز حزب بعدد من المقاعد في التصويت الأول أكبر مما تشير إليه نسبته في الأصوات الثانية، أو إذا فاز مرشح مستقل بمقعد في دائرة انتخابية، فإن التأثير التلقائي هو تقليل العدد الإجمالي للمقاعد التي فازت بها الأحزاب الأخرى إلى ما دون ما قد تتوقعه بشكل متناسب.

#### السماح للبروز
يُسمح لأي حزب بالاحتفاظ بأي مقاعد متبقية يفوز بها، لكن الأحزاب الأخرى لا تزال تحصل على نفس عدد المقاعد التي يحق لها الحصول عليها. هذا يعني أن الحزب الذي لديه مقاعد متراكمة لديه مقاعد أكثر من استحقاقه. يستخدم البرلمان النيوزيلندي هذا النظام. تمت إضافة مقعد إضافي واحد في انتخابات 2005 وانتخابات 2011، ومقعدين إضافيين في انتخابات 2008. قد تم استخدام هذا النظام أيضًا في البوندستاغ الألماني حتى عام 2013.

#### تعويض التجاوز
يمكن منح الأحزاب الأخرى مقاعد إضافية في القائمة وتسمى مقاعد التسوية حتى لا تتعرض للتمييز، ويحافظ هذا على نفس النسبة بين الأحزاب كما تم تأسيسها في الانتخابات. كما أنه يؤدي إلى زيادة حجم الهيئة التشريعية، مع إضافة مقاعد إضافية، وقد تكون هناك أيضًا مقاعد إضافية للقوائم المضافة لمواجهة تلك المقاعد. إن نتيجة هذا النظام أقل تناسبا من التعويض الكامل، حيث أن الطرف الذي لديه فائض لا يزال يتلقى مكافأة تفوق استحقاقه النسبي. بعد أن قضت المحكمة الدستورية الاتحادية في ألمانيا في عام 2008 بأن السماح بالمقاعد الفائضة غير المعوضة كان غير دستوري، تم تقديم مقاعد التسوية لانتخابات عام 2013 وتم استخدامها أيضًا في انتخابات عامي 2017 و2021.

#### عدم منح مقاعد فائضة
لا يجوز لأي حزب الاحتفاظ بأي مقاعد فائضة يفوز بها، حيث يتم تقليص عدد مقاعده بالفعل حتى تتناسب مع استحقاق الحزب. تثير هذه الطريقة تساؤلاً حول مقاعد الدائرة الانتخابية التي لا يُسمح للحزب بالاحتفاظ بها، وبعد أن يتم تحديد ذلك، يتعين بعد ذلك تحديد من سيمثل هذه الدوائر إن وجد. كان هذا النظام مستخدمًا في برلمان بافاريا حتى عام 1966، حيث لم يحتفظ المرشحون الحاصلون على أقل عدد من الأصوات بمقعد الدائرة الانتخابية. قد تم تطبيق هذا النظام الآن على المستوى الاتحادي في ألمانيا، بدءاً من الانتخابات المقبلة في عام 2025 . كما هو الحال مع النظام السابق في بافاريا، يتم استبعاد الفائزين البارزين في الدوائر الانتخابية حسب ترتيب أقل حصة من الأصوات.

## دستوريته
قبل إعادة توحيد ألمانيا، كانت الولايات المتراكمة خاصة على المستوى الفيدرالي نادرة نسبيًا ولم تصل أبدًا إلى أكثر من خمسة من إجمالي أكثر من 400 مقعد، ولم تسفر العديد من الانتخابات الفيدرالية عن أي زيادة على الإطلاق. يعود ذلك جزئياً إلى القوة النسبية للحزبين الرئيسيين، مع فوز كلا الحزبين بحصص كبيرة من الأصوات في نظام الأحزاب الثلاثة قبل إعادة التوحيد، كان من النادر أن يفوز أي منهما بأكثر من حفنة من الدوائر الانتخابية. مع ذلك، بدأ هذا يتغير عندما بدأت ألمانيا الشرقية المشاركة في الانتخابات الفيدرالية الألمانية بدءًا من الانتخابات الفيدرالية الألمانية عام 1990، حيث حقق حزب الشعب الديمقراطي نتائج قوية بشكل خاص في تلك الولايات. قد أدى هذا، إلى جانب صعود تحالف التسعين/الخضر، إلى خفض حصة التصويت على القوائم الحزبية، مما أدى إلى خلق المزيد من المقاعد الفائضة مقارنة بالانتخابات السابقة.
في الانتخابات الفيدرالية الألمانية عام 1994، حققت حكومة كول المعاد انتخابها بدعم من ائتلاف أسود-أصفر، أغلبية ضئيلة نسبيًا بلغت 341 مقعدًا من أصل 672 مقعدًا مقابل 331 مقعدًا للمعارضة، الحزب الديمقراطي الاجتماعي، تحالف 90/الخضر، في الجلسة الافتتاحية. كانت هذه الأغلبية لتكون أضيق لو لم يكن هناك اثني عشر مقعدًا متبقيًا حققها حزب الاتحاد الديمقراطي المسيحي، والتي تم التخفيف منها جزئيًا من خلال المقاعد الأربعة المتبقية للحزب الديمقراطي الاجتماعي. قد أدى هذا إلى مزيد من النقاش العام حول وجود مقاعد بارزة وما يجب فعله بشأنها. كان هناك حتى تحدي لصحة نتيجة الانتخابات على أساس قضية المقعد الشاغر التي أثارها مواطن خاص بعد انتخابات عام 1994.
بهذا تحولت المشكلة من مجرد اعتبار نظري إلى قضية حقيقية، إذ قضت المحكمة الدستورية الألمانية في وقت مبكر من عام 1997 بأن عدداً كبيراً من تفويضات الفائض التي لم يتم تسويتها من خلال تسوية المقاعد كانت غير دستورية. أصبحت القضية أكثر إلحاحًا بعد قضية التصويت السلبي في انتخابات عام 2005. أقيمت الانتخابات في دائرة دريسدن الأولى بعد أسبوعين من إجراء الانتخابات في الدوائر الـ 298 الأخرى بعد وفاة أحد المرشحين. في غضون ذلك، نشرت مجلة دير شبيجل مقالاً يوضح كيف أن زيادة الأصوات لصالح حزب الاتحاد الديمقراطي المسيحي قد تؤدي إلى خسارته لمقعد شاغر، وبالتالي تضييق تفوقه في الانتخابات المتقاربة. قد حدث التصويت التكتيكي المتوقع في دريسدن الأولى عندما فاز أندرياس لاميل بالدائرة الانتخابية بنحو 37% من أصوات الدائرة بينما فاز حزبه فقط بنسبة 24.4% من أصوات القائمة الحزبية، بينما حصل الحزب الديمقراطي الحر على 16.6% أكثر من مرة ونصف حصة التصويت الفيدرالية التي بلغت 9.8%. قد أدى هذا إلى صدور حكم آخر من المحكمة الدستورية الألمانية في عام 2008، والذي قضت فيه بأن قانون الانتخابات الفيدرالي الحالي غير دستوري جزئيًا لأنه ينتهك مبدأ صوت واحد لكل شخص، وأدى إلى علاقة غامضة للغاية بين عدد الأصوات المدلى بها والمقاعد في البرلمان.  مع ذلك، سمحت المحكمة أيضاً بمهلة مدتها ثلاث سنوات لتغيير القانون الانتخابي، مما سمح بإجراء الانتخابات الفيدرالية الألمانية لعام 2009 بموجب مجموعة القواعد السابقة.
لقد تم إقرار الإصلاح الانتخابي بأصوات الائتلاف الحاكم في أواخر عام 2011، دون التشاور مع أحزاب المعارضة وقد قضت المحكمة الدستورية مرة أخرى بعدم دستوريته. علاوة على ذلك، أوضحت المحكمة أن النظام الانتخابي الفيدرالي كان من المفترض أن يكون في المقام الأول نظام تمثيل نسبي وأن وجود عدد من المقاعد غير المدفوعة الأجر التي تزيد عن 15 مقعدًا من شأنه أن يخفف من هذه الطبيعة النسبية.
على مستوى الولاية، أدت صياغة غير واضحة في قانون الانتخابات لولاية شليسفيج هولشتاين إلى تعيينات محتملة مختلفة لتسوية المقاعد لمعادلة المقاعد الزائدة، مما أدى في النهاية إلى إعطاء انتخابات ولاية شليسفيج هولشتاين عام 2009 أغلبية المقاعد لائتلاف الأسود والأصفر بقيادة بيتر هاري كارستنسن، على الرغم من فوزهم بحصة أقل من الأصوات من المعارضة التي ضمت الحزب الديمقراطي الاجتماعي والخضر واليسار والاشتراكيين الجنوبيين. في أعقاب دعوى رفعتها أحزاب المعارضة أمام المحكمة الدستورية للولاية، حُكم بأن قانون الانتخابات في تفسيره الحالي آنذاك ينتهك بالفعل دستور الولاية ولكن كان على البرلمان أن يحتفظ بتكوينه حتى يمكن تمرير قانون انتخابي جديد، وبعد ذلك سيتم جدولة انتخابات جديدة مع توفير الوقت الكافي للحملات التي تحدد الانتخابات التالية في عام 2012، أي قبل عامين مما لو كان البرلمان قد قضت مدته الكاملة البالغة خمس سنوات. كان الإصلاح الذي تم طرحه في عام 2023، والذي ألغى منح جميع المقاعد الشاغرة وتسوية المقاعد، عرضة لتحدي دستوري أيضًا، وقد أيدت المحكمة الدستورية الاتحادية هذا الجزء من القانون.

## أمثلة

#### ألمانيا
في النظام المستخدم في ألمانيا حتى الانتخابات المقبلة عام 2025 ، يتم منح كل مقعد في الدائرة الانتخابية يفوز به أي حزب أو مستقل، في حين يتطلب النظام الانتخابي أن يحتاج الحزب إلى 5% من أصوات القائمة الحزبية للفوز بمقاعد القائمة. إذا فاز حزب ما بثلاثة مقاعد على الأقل في الدوائر الانتخابية، يتم منحه التمثيل النسبي الكامل كما لو أنه اجتاز العتبة الانتخابية البالغة 5%، حتى ولو لم يتجاوزها. قد أدى منح المقاعد البارزة ومقاعد التسوية المطلوبة للتعويض عن ذلك إلى زيادة هائلة في حجم البوندستاغ إلى ما يتجاوز حجمه الطبيعي البالغ 598 عضوًا. في الانتخابات الفيدرالية لعام 2021، فشل اليسار في الوصول إلى الحد الأدنى للانتخابات بنسبة 4.9% من الأصوات الوطنية لكنه فاز بثلاثة مقاعد في دائرة انتخابية ذات عضو واحد. هذا يمنحهم الحق في التمثيل النسبي في البوندستاغ وفقًا لتصويتهم الثاني. تعني مقاعد التعويض الإضافية للأحزاب الأخرى أن البوندستاغ سيكون الأكبر في تاريخ ألمانيا، وفي الواقع أكبر برلمان منتخب بحرية في العالم، حيث يضم 736 عضوًا.
في عام 2023، واستجابة للحجم المتزايد للبوندستاغ، أقرت حكومة شولتز قانون إصلاح لتحديد حجم البوندستاغ المستقبلي عند 630 عضوًا بدءًا من انتخابات عام 2025. ويتم تحقيق ذلك من خلال إزالة جميع المقاعد البارزة وتسوية المقاعد. سيتم تحديد العدد الإجمالي لمقاعد الحزب فقط من خلال حصته من أصوات القائمة الحزبية. إذا فاز حزب ما بمقاعد في دوائر انتخابية متأرجحة في ولاية ما، فسيتم استبعاد الفائزين في دوائره الانتخابية الذين يتجاوزون حصته من المقاعد من البوندستاغ حسب الترتيب تنازلياً لحقهم في الحصول على أقل حصص من الأصوات. قد تم في الأصل إلغاء القاعدة التي تسمح لأي حزب يفوز بثلاثة مقاعد في الدوائر الانتخابية بالحصول على التمثيل النسبي الكامل، ومع ذلك، قررت المحكمة الدستورية الفيدرالية أن الحد الانتخابي الذي يبلغ 5% دون استثناءات غير دستوري وتم استعادة القاعدة على أساس مؤقت لانتخابات عام 2025.

#### نيوزيلندا
في نيوزيلندا، يحصل حزب تي باتي ماوري عادة على أقل من 5% من أصوات الحزب، وهي العتبة المطلوبة لدخول البرلمان ما لم يفز الحزب بمقعد في الهيئة الانتخابية . فاز تي باتي ماوري بمقعد واحد في عامي 2005 و2011 ، ومقعدين في عام 2008. في عام 2005 كانت حصتهم من أصوات الحزب أقل من 2% في الفرز الأولي ليلة الانتخابات، ولكنها بلغت 2.12% في الفرز النهائي والذي شمل الأصوات الخاصة التي تم الإدلاء بها خارج الدائرة الانتخابية. في ليلة الانتخابات، بدا أن الحزب، الذي فاز مرشحوه بأربعة مقاعد في الهيئة الانتخابية، سوف يحصل على مقعدين متبقيين في البرلمان. ومع ذلك، مع حصول حزبهم على أكثر من 2% من الأصوات، حصل الحزب على مقعد إضافي وبالتالي احتاج إلى مقعد واحد فقط. حصل الحزب الوطني على مقعد أقل في القائمة في الفرز النهائي، وبالتالي اعترف بالهزيمة. فاز حزب تي باتي ماوري بستة مقاعد انتخابية في عام 2023، أي أكثر بمقعدين من حصته البالغة 3.08% من أصوات الحزب التي يحق له الحصول عليها، وبعد وقت قصير من الانتخابات العامة، أسفرت الانتخابات الفرعية في بورت وايكاتو عن مقعد إضافي لصالح الحزب الوطني.